# Mars Pathfinder
La Mars Pathfinder fou una sonda espacial no tripulada de tipus Discovery de la NASA, llançada el 1996 i la primera d'una sèrie de missions d'exploració del planeta Mart que inclouen vehicles robòtics tot terreny (rovers en anglès). Aquesta missió a Mart fou la més important des que les sondes Viking aterraren sobre el planeta vermell el 1976 i fou, a més, la primera missió a enviar un vehicle tot terreny a la superfície d'altre planeta. La sonda estava formada per un mòdul superficial (la Pathfinder pròpiament dita), que al seu interior, a més de diversos instruments científics, duia el vehicle tot terreny, anomenat Sojourner (en honor de l'abolicionista nord-americana Sojourner Truth), que es mouria per la superfície marciana realitzant diversos experiments.
La missió Mars Pathfinder va dur un conjunt d'instruments per a analitzar l'atmosfera marciana, el clima, l'areologia (geologia marciana) i la composició de les roques i el sòl. El projecte va ser el segon del programa Discovery de la NASA, el qual promou l'enviament de naus de baix cost i de llançaments freqüents sota la premissa «més barat, més ràpid i millor» sostinguda pel seu administrador Daniel Goldin després de les retallades pressupostàries i els fracassos de les darreres missions a l'estil tradicional de naus molt grans i sofisticades (com la Mars Observer) i en línia amb les idees de l'Agència Espacial Europea. La missió va ser dirigida pel Jet Propulsion Laboratory (JPL) del CalTech, responsable del programa d'exploració de Mart de la NASA.

## Missió
Com a missió de prova, la Mars Pathfinder tenia com a objectiu principal demostrar que era factible explorar Mart amb un cost baix (inferior als 150 milions d'USD) i, alhora, amb tècniques molt sofisticades. Per això inicialment els objectius eren més tecnològics i econòmics que no pas científics. Malgrat tot, gràcies als bons resultats obtinguts, la missió aconseguí importants resultats científics. Entre aquests objectius es trobaven:
- Morfologia superficial i areologia amb una resolució del metre.
- Petrologia i areoquímica dels materials superficials.
- Propietats magnètiques i mecàniques de la superfície.
- Estructura atmosfèrica, a més de variacions meteorològiques diürnes i nocturnes.
- Dinàmica rotacional i orbital de Mart.

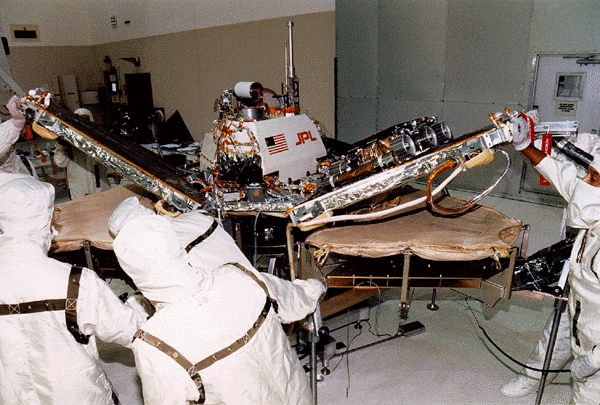
Muntatge de la Mars Pathfinder. Es pot observar el tot terreny Sojourner sobre un dels «pètals» d'obertura de la sonda.

La Mars Pathfinder va ser llançada el 4 de desembre de 1996 a bord d'un coet llançador Delta, un mes després del llançament de la Mars Global Surveyor i després de 7 mesos de viatge va arribar a Mart el 4 de juliol de 1997. El lloc d'aterratge seleccionat fou l'Ares Vallis en la regió anomenada Chryse Planitia. Durant el viatge la nau va realitzar quatre correccions de vol: el 10 de gener, 3 de febrer, 6 de maig i 25 de juny.
En l'etapa final de l'aterratge de la sonda, 8 segons abans del contacte amb la superfície es van inflar 24 coixins de seguretat per a esmorteir la caiguda una vegada que la sonda es desprengués del seu paracaigudes. La velocitat d'impacte fou de 10,6 m/s. Amb els coixins la sonda va rebotar unes quantes vegades sobre la superfície fins a aturar-se i llavors els coixins es desinflaren i van ser retrets, perquè finalment s'obrissin els «pètals» amb els panells solars. Com la sonda superficial va aterrar durant la matinada de Mart, cap a les 02:56 hora local, va haver d'esperar fins que sortís el Sol per a poder enviar els primers senyals a la Terra. El lloc d'aterratge està situat a 19,30° latitud nord i 33,52° longitud oest a Ares Vallis, a uns 19 quilòmetres al sud-oest del lloc planejat. Durant Sol 1 (nomenclatura per al recompte dels dies marcians) la sonda va prendre imatges i va realitzar mesures meteorològiquess. Una vegada rebuda la informació, els enginyers es van adonar que un dels coixins de seguretat no estava totalment desinflat i podria ser causa de problemes per al posterior desplegament de la rampa de descens del Sojourner. A aquest efecte, van enviar ordres per a pujar i baixar un dels pètals i així aixafar el coixí de seguretat; el procediment va ser un èxit.
La sortida del Sojourner es va produir a Sol 2. En els sols següents es va acostar a unes roques batejades pels científics Barnacle Bill, Yogi i Scooby Doo. El tot terreny va realitzar mesures dels elements trobats en aquestes roques i en el sòl marcià. El mòdul de superfície es va encarregar de fotografiar el Sojourner i el terreny circumdant, a més de realitzar les observacions climàtiques. El Sojourner era un vehicle de sis rodes amb un pes de 10,6 kg i estava facultat per a desplaçar-se uns 500 metres des del mòdul de superfície. La seva velocitat màxima era d'1 cm/s. Durant els seus 83 dies d'operació en la superfície envià a la Terra prop de 550 fotografies i va completar l'anàlisi química de 16 punts diferents propers al mòdul superficial.
Encara que la missió estava programada per a durar un mes i una setmana, aquests límits van ser excedits amb escreix. El contacte final amb la Mars Pathfinder va ser a les 10:23 UTC del 27 de setembre de 1997. Tot i que els planificadors de la missió van tractar de restablir contacte durant els següents cinc mesos, la missió va ser donada per acabada el 10 de març de 1998. Després de l'aterratge, la Mars Pathfinder va ser rebatejada com la Sagan Memorial Station en honor de l'astrònom i planetòleg Carl Sagan.

Panoràmica de 360° al voltant de la sonda superficial.